# Östersjöar
Östersjöar är en långdikt av poeten Tomas Tranströmer utgiven 1974 och utspelas huvudsakligen i Stockholms skärgård med utflykter till Gotland och Baltikum. Dikten i sex delar bildar en sammansatt och personligt färgad berättelse om innanhavet Östersjön. Titelns originella pluralform antyder att flera perspektiv på temat skildras.
Diktsviten är geografisk, historisk, politisk och introspektiv med autentiska inslag, och Tomas Tranströmers mest ambitiösa satsning på musikalisk gestaltning med temaflätning där bilder återkommer och varieras. Som helhet har den rönt uppmärksamhet av litteraturforskare.
| ”                               | Nyckelordet i den här långa dikten är ordet eller begreppet gräns. Det är gränsen mellan nuet och det förflutna, mellan öst och väst, och det är gränsen mellan levande och döda, gränsen mellan tystnaden och det som kan artikuleras. | „ |
| – Tomas Tranströmer, TV2, 1980. | |   |

## Innehåll

### I
Första delen är ett porträtt av Tomas Tranströmers morfar i en berättelse om hans yrkesliv som ung man och lots. Dikten börjar 1884, ”före radiomasternas tid”, i ett förflutet där kommunikationsradio och radiofyrar ännu inte finns. Två ångfartyg och en brigg ur skeppsprotokollet omnämns med namn, befälhavare, djupgång och destinationer. Hamnarna är Hull, Gefle, Furusund, Sandöfjord, Hernösand, Stettin, Libau och Sandhamn. Lotsen behärskar de äldre navigationsteknikerna till fullo. Trots språkförbistring i samtalen med skeppsbefälen ”på felstavad engelska” i ”samförstånd och missförstånd” och tät dimma tar han ut fartygen till Östersjön genom skärgårdens labyrint av kobbar och grund. Maskinrummet besöks på ett ångfartyg där compoundmaskinen, ”långlivad som ett människohjärta”, arbetar som ”akrobater av stål”.

### II

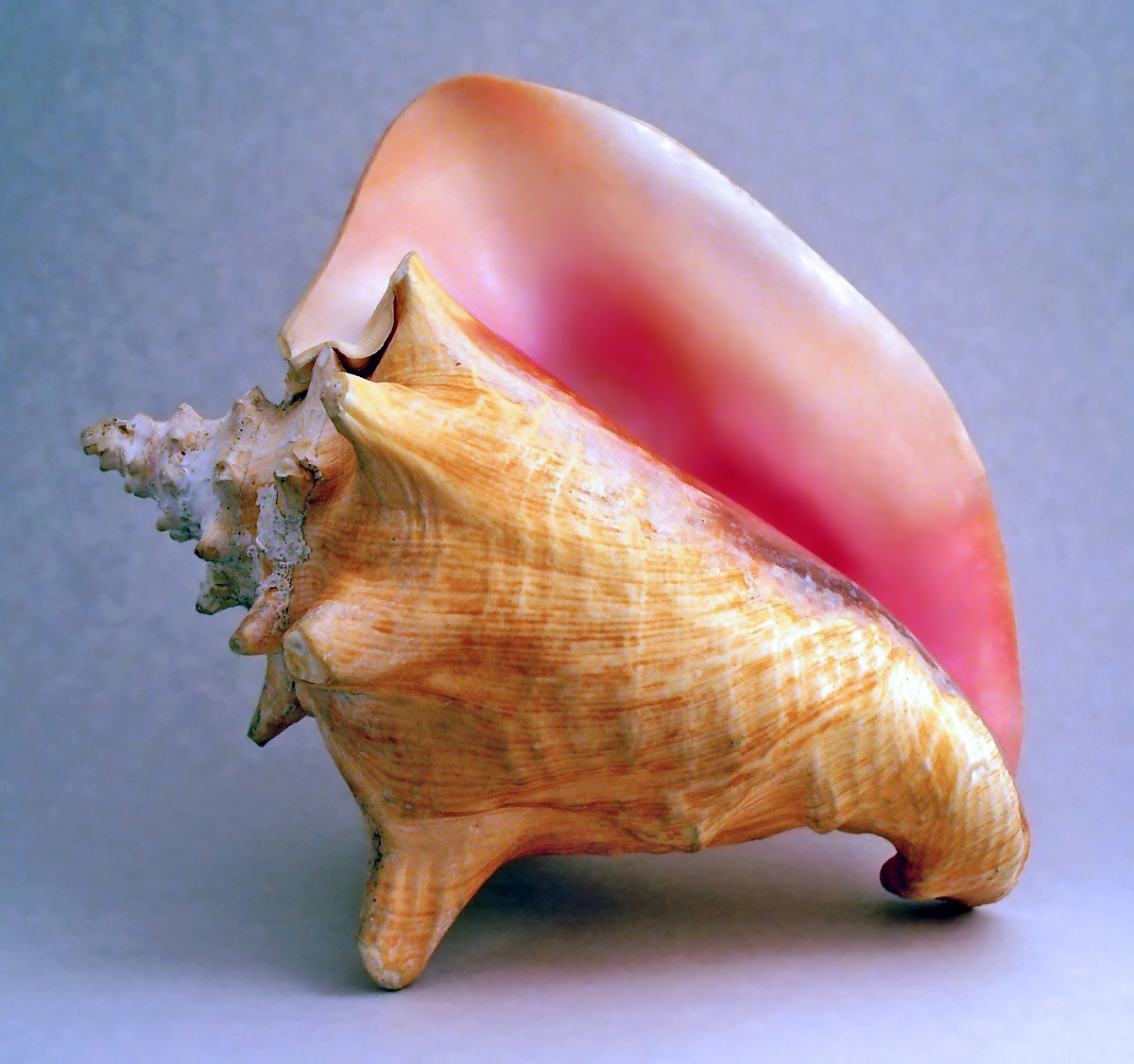
Strombus gigas.

Andra delen omsluts av vinden från Östersjön och inleds vid en tallskog på en skärgårdsö. Diktjaget vandrar tillsammans med en kvinnlig släkting, som är död sedan trettio år. Första delens ”samförstånd och missförstånd” återkommer spegelvänt i ”missförstånd och samförstånd”. Uttrycket ”Fräls mig Herre, vattnen tränger mig inpå livet” citeras ur Psaltaren 69:2. Diktjaget ”når då en punkt där gränserna öppnas” och ”allting blir en gräns”. Människor strömmar ut från svagt upplysta byggnader in mot en öppen plats där de möts i ett sorl. ”Gräns” är här inte särskiljande utan innebär mötet mellan utanför och innanför.
I en ny vindpust blir platsen ”åter öde och tyst” och handlingen fortsätter på ”andra stränder” i Baltikum där Sovjetunionen förtrycker, övervakar och censurerar medborgarna.
Från ett fyrskepp under första världskriget hösten 1915 siktas en drivande sjömina som guppar i vågorna ”som en spion i en folkmassa” och hotar att spränga båten. Desarmeringen lyckas och sjöminans skal ställs upp som trädgårdsprydnad tillsammans med skalen av Strombus gigas från Västindien.
På skärgårdsön fortsätter havsblåsten i ”de torra tallarna” över kyrkogårdens sand, förbi lotsarnas gravstenar som lutar. Livets och dödens stora portar öppnas och stängs.

### III

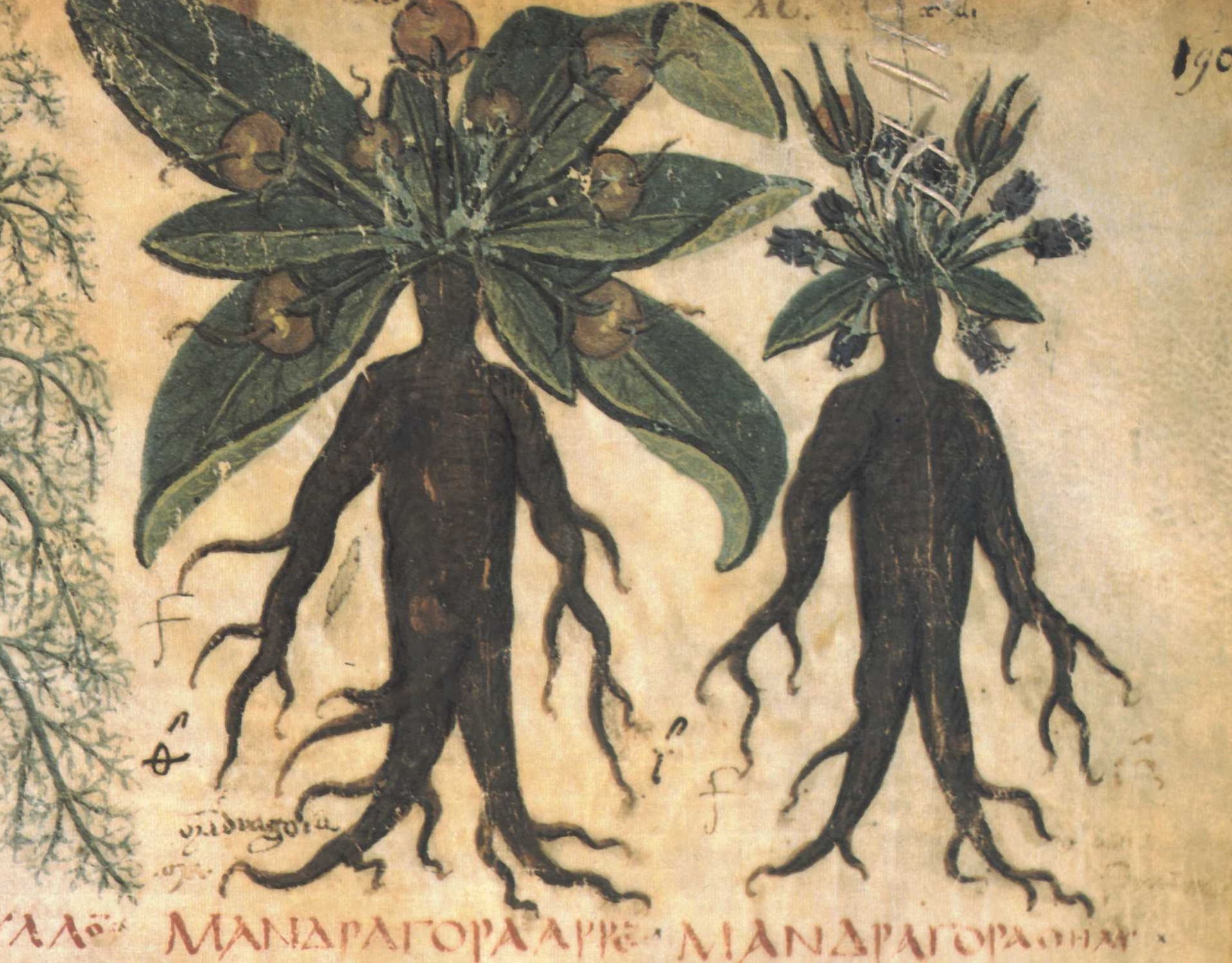
Medeltida teckning av Alruna.

Tredje delen inleds i ett ”halvmörkt hörn” i en gotländsk kyrka där det står en dopfunt av sandsten. På funten står namnet Hegwaldr skrivet ”som en tandrad i en massgrav”. I stenen återges miraklet i legenden om Staffan stalledräng där han avrättas som ’servitör’ hos Herodes. Till det fogas bilder av Jesu födelse och flykten till Egypten.
Den tillfälliga resekamraten Mr B*** friges från den sydafrikanska fängelseön Robben Island. Med hans ord att ”människor i landskap, det säger mig något” lämnar diktjaget ”ornamenten” på funtarna för att istället betrakta ett foto från 1865. Bilden återger fem ”vackra, tveksamma” personer som stiger av en ångslup vid en brygga. Till skillnad från stenfigurerna är de ”på väg att suddas ut”. Trots att ångslupen är ”fullkomligt främmande”, som ett UFO, är fotot ”chockerande verkligt” och ”nu, hundra år senare”, kan diktjaget ”stryka handen över de skrovliga berghällarna” och ”höra suset i granarna”. Diktjaget vandrar längs en strand men tiderna har förändrats, med för ”många samtal på en gång” där det är svårare att freda det privata rummet för ”man har tunna väggar”.
Det blir natt då det militära ”strategiska planetariet” i formen av en vetenskaplig modell i en dator i ett ”blinkande skåp” signalspanar med ”linserna” i mörkret.
Diktjaget ”vet inte om vi är i begynnelsen eller sista stadiet” och ”sammanfattningen är omöjlig” men sammanfattningen är också alrunan. Växten kan med lite fantasi till utseendet liknas vid en människokropp, och påstås ge ett ”suckande läte” när den dras upp ur jorden vilket i dikten förstärks till ett ”ohyggligt skrik” så ”att man faller död ner”.

### IV
Fjärde delen besöker en plats skyddad från vinden och med diktens musikaliska tillkomstbakgrund kan den kallas för ett divertimento, en scherzosats eller ett andante sostenuto. Fyra ”närbilder” följer: blåstången som ”håller sig uppe med luftblåsor” liksom vi håller uppe våra idéer, hornsimpan ”som är paddan som ville bli fjäril”, berghällen med krypande insekter vid tallen vars funktion som solur ger tid att ”uppfinna perpetuum mobile”, och läsidan där man kan ”höra gräset växa” med ”ett svagt trummande underifrån” som ”ett svagt dån av miljontals små gaslågor”.
Nu råder stiltje över öppet hav. Livets och dödens portar från andra delen är borttagna och ”den öppna gränsen” blir en ’naiv’ dröm om frihet och gränslöshet. Drömmen avbryts av att förbindelsen över Östersjön till Liepāja i Lettland är bruten efter den sovjetiska ockupationen.

### V

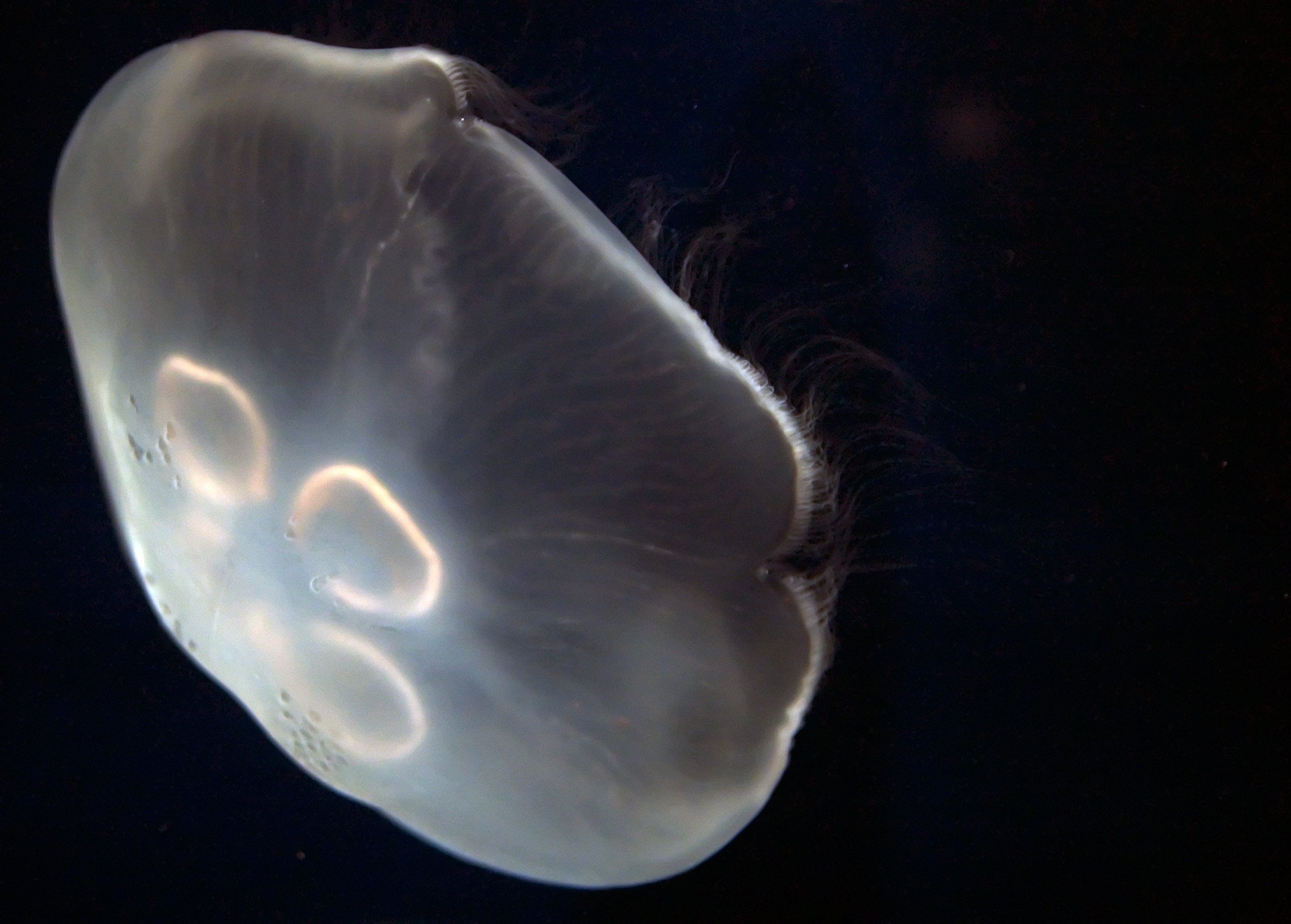
Aurelia aurita.

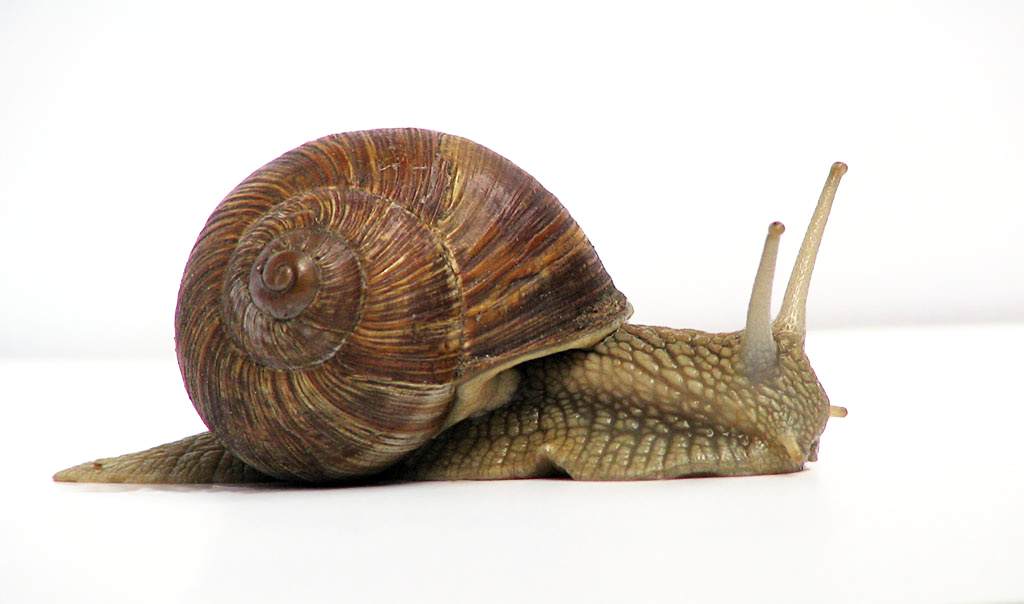
Vinbergssnäcka.

| ”                   | 30 juli. Fjärden har blivit excentrisk – idag vimlar maneterna för första gången på åratal, de pumpar sig fram lugnt och skonsamt, de hör till samma rederi: AURELIA, de driver som blommor efter en havsbegravning, tar man upp dem ur vattnet försvinner all form hos dem, som när en obeskrivlig sanning lyfts upp ur tystnaden och formuleras till död gelé, ja de är oöversättliga, de måste stanna i sitt element. | „ |
| – Östersjöar (5.1). | |   |

Femte delen utgörs av tre dagboksanteckningar från en sommarvecka på Runmarö i Stockholms skärgård. Första anteckningen från 30 juli beskriver öronmaneten vars zoologiska namn ingår i släktet Aurelia.
Andra anteckningen från 2 augusti beskriver hur ”fragment av den stora nattliga stilen” och drömmarna inte kan överföras till det dagliga språket utan att förvrängas till meningslöshet eller oigenkännlighet. Dikten ser ett ögonblick in i arbetet på sig själv i en sorts metapoesi. Därefter följer ett stycke sentida sovjetisk musikhistoria där tonsättaren Vissarion Sjebalin ”hotas, degraderas, förpassas” för att sedan ”återupprättas”. Han blir en sensation då han fortfarande komponerar ”i sin egen stil” till texter han inte längre förstår efter hjärnblödningen med högersidig förlamning och afasi. Den ”nynnande kören av felsägningar” anknyter till första delen och lotsens ”samförstånd och missförstånd” på ”felstavad engelska”, där hans ’stil’ kan knytas till kunskapen om skärgårdslabyrinten. Under ”dödsföreläsningarna” som pågår under ”flera terminer” försöker diktjaget få kontakt med de döda genom att skriva ett långt brev på en skrivmaskin men maskinen saknar färgband och ”orden bultar förgäves och ingenting fastnar”. Med handen på ett dörrhandtag känner diktjaget trygghet i de dödas närvaro i kontrast till barnens spökrädsla.
Tredje anteckningen från 3 augusti inleds med diktjagets alter ego vinbergssnäckan som inplanterades och åts av franciskanermunkar i maträtten escargot. Magnus Ladulås donerade 1288 ön där munkarna uppför Gråbrödraklostret i Stockholm. Uttrycket ”tessa almoso ok andra slika / the möta honom nw i hymmerike” citeras ur Erikskrönikan. Anteckningen avslutas på kvällen utanför sommarhuset på Runmarö.

### VI
Sjätte delen är på flera plan en spegelbild av första delen och inleds med ett porträtt av mormor Maria, lotsens hustru. Hennes föräldrar dör unga och hon blir piga i en familj under många år, ”utan lön och i ständig köld”. Hon tvingas ut på långa roddturer trots svår sjösjuka och under måltiderna får hon ”gäddskinnet som knastrar i munnen”. Diktjaget minns en telepatisk kontakt med henne halvtimmen innan hon dog. Troligen är mormor identisk med den döda kvinnliga släktingen som diktjaget vandrar med i andra delen.
En främmande man porträtteras ”på nästa bruna foto”, av kläderna att döma taget omkring 1850. Ingen minns honom och kanske blev han isolerad på sanatorium för infektionssjukdomen tuberkulos.
Diktjaget står bakom en 200 år gammal knuttimrad sjöbod med ett modernt hänglås som ”lyser som ringen i nosen på en gammal tjur som vägrar resa sig”. De ”uråldriga tegelpannorna” har ”rasat kors och tvärs på varann” och påminner diktjaget om gravstenarna på gamla judiska begravningsplatsen i Prag där ”de döda lever tätare än i livet” och om ”skärgårdsfolkets ghettokyrkogård” som besöktes i slutet av andra delen. Sjöbodsrucklet ”lyser av alla dem som fördes av en viss våg, av en viss vind / hit ut till sina öden”.

## Personer
- morfar — Carl Helmer Westerberg, född 1860, lots, morfar till Tomas Tranströmer.[37]
- mormor — Maria Westerberg, mormor till Tomas Tranströmer.
- Mr B*** — Dennis Brutus, friges från den sydafrikanska fängelseön Robben Island.[16]
- tonsättaren — Vissarion Sjebalin, drabbas av hjärnblödning med högersidig afasi.[28][38]
- elev K*** — Tichon Chrennikov, elev till tonsättaren Vissarion Sjebalin.[38]

## Bakgrund

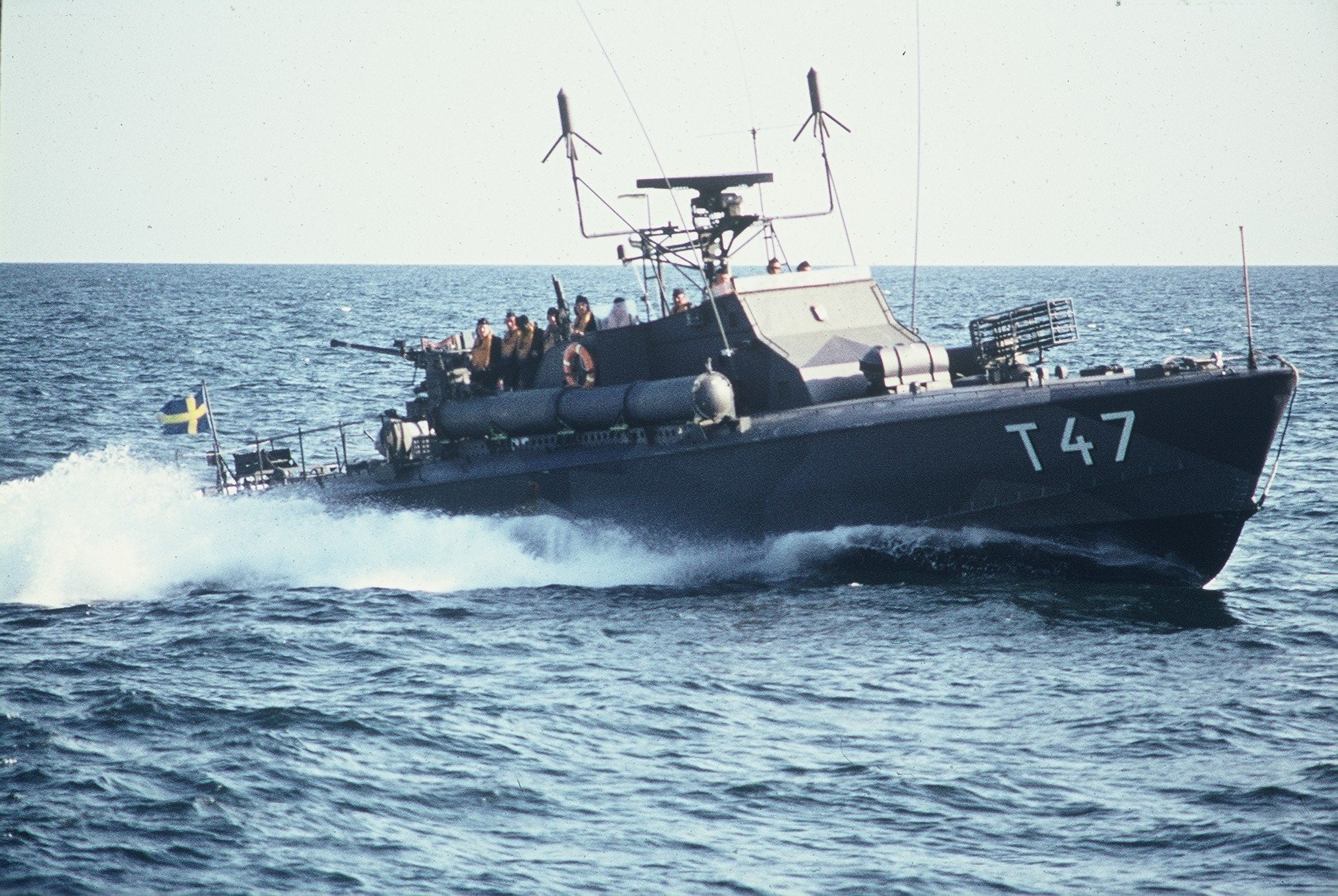
Motortorpedbåten T47.

Arkebuseringen i Madrid av Francisco de Goya (1814).

Östersjöar har sin början i att Tomas Tranströmer fann en almanacka där hans morfar antecknat skeppen han lotsade som ung man på 1880-talet och som citeras i första delen av dikten. Moderns bortgång i slutet av 1960-talet och resan han företog till Estland och Lettland 1970 är också en viktig bakgrund. En annan utgångspunkt är litterär. Tomas Tranströmer blev 1967 ”mycket starkt berörd” av en engelsk översättning av den postumt utgivna dikten Jonah av franske poeten Jean-Paul de Dadelsen. Denna långdikt är en sorts ’meditation’ över andra världskriget och visade att det gick att ”hålla ihop en lång dikt genom att ha sin egen röst hela tiden”. Östersjöar bärs liksom Jonah av ett direkt personligt föredrag med utvikningar, inlagda anekdoter och hänsyftningar. Minnestavlan över olika kamrater i inledningen av Jonah motsvaras av morfars notiser i Östersjöar. Jean-Paul de Dadelsen gjorde konstruktivt bruk av T.S. Eliots sena stil i diktsviten Fyra kvartetter, som i Tomas Tranströmers ungdom var en stor inspirationskälla men som han nu fann ”alltför utstuderad” och museal. Jonah antar en mer spontan form, ”mer löslig men ändå en form, en stor form”. Östersjöar är också Tomas Tranströmers mest ambitiösa satsning på en musikaliskt inspirerad gestaltning genom en ”musikalisk temaflätning”, och enligt honom själv den enda gången han lyckats.
En tidig förstudie till Östersjöar maskinskrevs på två A4-sidor. Inledningen liknar den publicerade dikten med morfar ”före radiomasternas tid” 1884. Därefter följer en ”övning” med en passare där avståndet från Stockholm till Malmö jämförs med det lika långa avståndet till Liepāja i Lettland. En rekryt förfogar över en telegrafnyckel där han sitter i ett bergrum i havsbandet ”helt omgiven av Östersjön” och där ”fyrarna blinkade i somliga riktningar”. Det krypteraterade meddelandet ”K D A N S”, ”B E N X D”, ”J K L A N”, ”F R T X S” passerar genom hans händer men ”han förstod det inte”. Efter arbetspasset stiger han ut ur bergrummet och slår ”huvudet i stjärnhimlen som sorlade utanför”. Några motortorpedbåtar passerar med ett ”ollonborresurr” och bildar ”mustascher av skum”. Diktjaget är rekryten ”som ännu inte hade sett en död människa”. I den publicerade dikten är han utbytt mot den afasidrabbade tonsättaren som ”skrev musik till texter han inte längre förstod”.
Avslutningen i förstudien beskriver Baltiska utställningen 1914 i Malmö som återkommer från inledningen. Ryssland, Tyskland, Danmark och Sverige deltar men hantverks- och konstutställningen ”blåste sönder” av första världskriget. Många tavlor består av ”välordnade grupper av entusiastiska arbetare i bästa socialrealistiska stil”. En avbildad arbetare ”var med på en helt annan tavla” av Francisco de Goya och viskar att ”jag blev arkebuserad i en vit skjorta – en bild som ingen kan glömma – jag har bytt skjorta nu men är samme man”. Kritiken av det franska övervåldet under Spanska självständighetskriget adresseras här till Sovjetunionen.

## Ljudbok
Östersjöar finns inspelad som ljudbok uppläst av Tomas Tranströmer 1990.

## Filmatiseringar
- 1993 — Östersjöar: en dikt av Tomas Tranströmer	av James Wine.[42]
- 2015 — Östersjöar: en dikt av Tomas Tranströmer, nyinspelning av Eva Wine och James Wine.[43]